# 香港2011年度授勳及嘉獎名單
香港2011年授勳名單，2011年7月1日於憲報刊登，共有332人獲頒授勳銜及作出嘉獎，這是香港回歸以來第14份授勳名單。勳銜頒授典禮於10月29日在禮賓府舉行。

## 授勳及嘉獎名單

### 大紫荊勳章
- 梁振英議員，大紫荊勳賢，GBS，JP
- 盛智文博士，大紫荊勳賢，GBS，JP（Dr. the Honourable Allan ZEMAN, G.B.M., G.B.S., J.P.）

### 金紫荊星章
- 邱騰華議員，GBS，JP
- 鄭汝樺議員，GBS，JP
- 劉遵義議員，GBS，JP
- 胡紅玉議員，GBS，JP
- 林健鋒議員，GBS，JP
- 徐立之教授，GBS，JP
- 丁毓珠女士，GBS，JP
- 陳東博士，GBS，JP
- 鄭若驊女士，GBS，SC，JP
- 蔡瑩璧女士，GBS，JP
- 羅傑志法官，GBS，JP（The Honourable Mr. Justice Anthony Gordon ROGERS, G.B.S., J.P.）
- 蘇澤光先生，GBS，JP
- 鄧竟成先生，GBS，PDSM
- 許榮茂先生，GBS
- 郭美超法官，GBS (The Honourable Mrs. Justice Doreen Maria LE PICHON, G.B.S.)
- 劉吳惠蘭女士，GBS

### 金英勇勳章
- 梁錦榮先生，MBG（追授）
- 傅卓仁先生，MBG（追授）
- 謝廷駿先生，MBG（追授）

### 銀紫荊星章
- 辛達誠法官，SBS（The Honourable Mr. Justice John Lonsdale SAUNDERS, S.B.S.）
- 賴應虒先生，SBS，JP
- 馬月霞女士，SBS，MH
- 王賜豪醫生，SBS，JP
- 左偉國醫生，SBS，JP
- 伍達倫博士，SBS，JP
- 范佐浩先生，SBS，JP
- 楊志紅女士，SBS，JP
- 容永祺博士，SBS，MH，JP
- 黃建源先生，SBS，MH，JP
- 吳克儉先生，SBS，JP
- 吳良好先生，SBS，JP
- 李王佩玲女士，SBS，JP
- 李本瀅博士，SBS，JP
- 李國棟醫生，SBS，JP
- 李國楚先生，SBS，JP
- 汪穗中博士，SBS，JP
- 馮興宏先生，SBS，JP
- 蔡新榮先生，SBS，JP
- 謝肅方先生，SBS，JP（Mr. Stephen Richard SELBY, S.B.S., J.P.）
- 簡基富先生，SBS，JP（Mr. Keith Graham KERR, S.B.S., J.P.）
- 白韞六先生，SBS，IDSM
- 郭亮明先生，SBS，CSDSM
- 司徒永康醫生，SBS
- 何榮高先生，SBS
- 林家聲博士，SBS
- 廖湯慧靄女士，SBS
- 石仲廉法官，SBS（The Honourable Mr. Justice William Duncan STONE, S.B.S.）
- 伍謝淑瑩女士，SBS
- 盧煜明教授，SBS

### 紀律部隊及廉政公署卓越獎章
香港警察卓越獎章
- 孔百德先生，PDSM（Mr. Peter Geoffrey HUNT, P.D.S.M.）
- 吳家聲先生，PDSM
- 顧履勤先生，PDSM（Mr. Austin KERRIGAN, P.D.S.M.）

香港消防事務卓越獎章
- 盧樹楠先生，FSDSM

香港入境事務卓越獎章
- 周康道先生，IDSM

香港海關卓越獎章
- 俞官興先生，CDSM

香港懲教事務卓越獎章
- 林季新先生，CSDSM

香港廉政公署卓越獎章
- 蘇炳雄先生，IDS
- 歐陽呂妙群女士，IDS

### 銅紫荊星章
- 孔令成先生，BBS，JP
- 梁志祥先生，BBS，MH，JP
- 余秀珠女士，BBS，MH，JP
- 梁富華先生，BBS，MH，JP
- 葉永成先生，BBS，MH，JP
- 鄧國綱先生，BBS，MH，JP
- 勞月儀女士，BBS，JP
- 方文雄先生，BBS，JP
- 王津先生，BBS，JP
- 何志佳先生，BBS，JP
- 吳啟明先生，BBS，JP
- 李偉民先生，BBS，JP
- 李烱康醫生，BBS，JP
- 李聯偉先生，BBS，JP
- 胡曉明先生，BBS，JP
- 區敬樂先生，BBS，JP（Mr. Edward Thomas O'CONNELL, B.B.S., J.P.）
- 梁玉書先生，BBS，JP
- 郭少明博士，BBS，JP
- 陳仲尼先生，BBS，JP
- 陳念德先生，BBS，JP
- 麥基恩醫生，BBS，JP
- 麥鴻崧先生，BBS，JP
- 黃澤恩博士，BBS，JP
- 楊傳亮先生，BBS，JP
- 溫文隆先生，BBS，JP
- 葉世初先生，BBS，JP
- 劉長珠女士，BBS，JP
- 錢大康教授，BBS，JP
- 鍾志平博士，BBS，JP
- 鍾麥雪梅女士，BBS，JP
- 嚴迅奇先生，BBS，JP
- 龔念祖先生，BBS，JP
- 何厚祥先生，BBS，MH
- 沙意先生，BBS，MH（Mr. Saeed UDDIN, B.B.S., M.H.）
- 沈金康先生，BBS，MH
- 麥潤壽先生，BBS，MH
- 黃均瑜先生，BBS，MH
- 葉惠康博士，BBS，MH
- 劉以鬯教授，BBS，MH
- 盧溫勝先生，BBS
- 譚錫揚先生，BBS
- 王庭聰先生，BBS
- 甘伍麗文女士，BBS
- 呂鈞堯先生，BBS
- 紀慧玲女士，BBS
- 張志剛先生，BBS
- 陳作耘醫生，BBS
- 陳國璋醫生，BBS
- 黃思豪先生，BBS
- 楊金溪先生，BBS
- 楊鑫先生，BBS
- 歐禮義先生，BBS（Mr. James O'NEIL, B.B.S.）
- 蕭孫郁標女士，BBS
- 韓衛明女士，BBS

### 紀律部隊及廉政公署榮譽獎章
香港警察榮譽獎章
- 王華年先生，PMSM
- 余敏華先生，PMSM
- 吳炳權先生，PMSM
- 呂榮才先生，PMSM
- 韋樂純先生，PMSM（Mr. Christopher Jeremy WILSON, P.M.S.M.）
- 區志光先生，PMSM
- 梁天帶先生，PMSM
- 梁富強先生，PMSM
- 陳兆祥先生，PMSM
- 彭偉賢先生，PMSM（Mr. Gavin Andrew BROWN, P.M.S.M.）
- 黃劍榮先生，PMSM
- 葉少偉先生，PMSM
- 鄭炳忠先生，PMSM
- 盧桂朗先生，PMSM
- 戴瑞賢先生，PMSM（Mr. Keith DRYDEN, P.M.S.M.）
- 繆浩明先生，PMSM
- 謝炳輝先生，PMSM
- 羅景富先生，PMSM
- 羅維堃先生，PMSM
- 關頌海先生，PMSM

香港消防事務榮譽獎章
- 王南健先生，FSMSM
- 梁成先生，FSMSM
- 黃智偉先生，FSMSM
- 廖家儀先生，FSMSM
- 劉克能先生，FSMSM
- 劉志豪先生，FSMSM
- 鄧聯光先生，FSMSM

香港入境事務榮譽獎章
- 余振鵬先生，IMSM
- 辛惠娟女士，IMSM
- 梁國雄先生，IMSM
- 勞仲偉先生，IMSM

香港海關榮譽獎章
- 王奉岐先生，CMSM
- 何生利先生，CMSM
- 郭雁萍女士，CMSM
- 趙育雄先生，CMSM

香港懲教事務榮譽獎章
- 林益祺先生，CSMSM
- 馮偉雄先生，CSMSM
- 楊均偉先生，CSMSM
- 劉麗兒女士，CSMSM
- 潘廣萬先生，CSMSM

政府飛行服務隊榮譽獎章
- 蔡德文先生，GMSM

香港廉政公署榮譽獎章
- 沈禮恆先生，IMS（Mr. John Joseph SHANAHAN, I.M.S.）
- 謝熾明先生，IMS

### 榮譽勳章
- 梁祖彬教授，MH，JP
- 蘇麗珍女士，MH
- 文志華先生，MH
- 李洪森先生，MH
- 周耀明先生，MH
- 柯創盛先生，MH
- 陳權軍先生，MH
- 馮翠屏女士，MH
- 方玉輝醫生，MH
- 王銳德先生，MH
- 莫仲輝先生，MH
- 黃宏泰先生，MH
- 黃志毅先生，MH
- 黃萬成先生，MH
- 黃錦超博士，MH
- 顏尊廉先生，MH
- 羅競成先生，MH
- 王史提芬先生，MH
- 何炳釗先生，MH
- 張民炳先生，MH
- 郭永強先生，MH
- 文保蓮女士，MH
- 文麗賢女士，MH
- 王茂林先生，MH
- 王浩權先生，MH
- 王聯章先生，MH
- 何周禮先生，MH
- 何振堃先生，MH
- 余詩思醫生，MH
- 吳永恩先生，MH
- 吳安儀女士，MH
- 吳倫海先生，MH
- 吳惠權先生，MH
- 呂漢光先生，MH
- 李自立先生，MH
- 李宏之先生，MH
- 李金鐘先生，MH
- 李德剛先生，MH
- 李慧詩女士，MH
- 杜琪峯先生，MH
- 周凡夫先生，MH
- 林黃碧霞女士，MH
- 耿曉靈女士，MH
- 馬超武先生，MH
- 馬達麟先生，MH
- 張碧芳女士，MH
- 梁立勳先生，MH
- 梁啟力先生，MH
- 梁廣熔先生，MH
- 莫華倫先生，MH
- 莫儉榮先生，MH
- 莊舜而女士，MH
- 郭志樑先生，MH
- 陳振興先生，MH
- 麥小嫺女士，MH
- 黃帆風先生，MH
- 黃煥忠教授，MH
- 黃錦輝教授，MH
- 黃鵬緒先生，MH
- 溫楊金嬋女士，MH
- 葉少康先生，MH
- 葉蘊妍女士，MH
- 齊光華先生，MH
- 劉文廣先生，MH
- 劉與量先生，MH
- 劉耀強先生，MH
- 蔡杏時女士，MH
- 鄭耀棠先生，MH
- 黎國仁先生，MH
- 羅犖銘先生，MH
- 蘇文欣女士，MH

### 行政長官社區服務獎狀
- 老廣成先生
- 李均頤女士
- 張國光先生
- 雲天壯先生
- 劉佩玉女士
- 鄧貴有先生
- 尹漢彥先生
- 古麗芳女士
- 白勵先生（Mr. Christopher John PERRY）
- 余廣華先生
- 吳少祺先生
- 吳麗鳳女士
- 李少鶴先生
- 李進秋女士
- 周海傑先生
- 林康倫先生
- 林啟興先生
- 林耀勳先生
- 邵杏梅女士
- 祈占善博士（Dr. James Joseph KEEZHANGATTE）
- 俞宗岱教授
- 姜華珺女士
- 姚錦成先生
- 柯文華先生
- 胡定邦先生
- 范信基先生
- 韋馬克先生（Mr. Mark Edward WRIGHT）
- 張小倫先生
- 張敬樂先生
- 張鈺先生
- 梁平寬先生
- 梁偉英先生
- 梁國華先生
- 梁鵠岩先生
- 梅寶鴻先生
- 許細文先生
- 郭嘉進先生
- 郭灝霆先生
- 陳浩鈴女士
- 陳晞文女士
- 陳通貴先生
- 陳博智先生
- 曾廣裕先生
- 曾慶鴻先生
- 華路雲先生（Mr. Rowan VARTY）
- 賀敬德先生
- 馮家添先生
- 黃金耀博士
- 黃健華女士
- 黃婷女士
- 黃蘊瑤女士
- 楊偉康博士
- 楊凱山先生
- 楊靜嫻女士
- 楊鴻耀先生
- 鄒廣榮先生
- 廖呂麗青女士
- 廖梓苓女士
- 趙傑子先生
- 劉志誠先生
- 樂可均先生
- 歐倩瑩女士
- 蔡其皓先生
- 蔡澤群先生
- 蔡錫昌先生
- 鄭成林先生
- 盧維璋醫生
- 盧繼祥先生
- 戴觀興先生
- 謝德明先生
- 譚頌燊先生
- 蘇秀華先生
- 蘇淑真女士
- Mr. Marc Eric BRÜLHART
- Mr. Kul Prasad GURUNG
- Mr. Anthony Nicholas HAYNES
- Mr. Edward Daniel HAYNES
- Mr. James Paul HOOD
- Mr. Sebastian James Alexander PERKINS
- Mr. Keith James ROBERTSON

### 行政長官公共服務獎狀
- 陳子敬先生，JP
- 陳偉基先生，JP
- 朱克儉先生
- 吳偉堂先生
- 吳漢榮先生
- 吳綺媚女士
- 吳鳳華女士
- 杜潔瑩女士
- 周偉材先生
- 周樹吉先生
- 林雅雯女士
- 陳世明先生
- 陳海明女士
- 陳劍強先生
- 程佩琪女士
- 黃永祥先生
- 趙黎素芬女士
- 劉銘培先生
- 歐陽成先生
- 蔡樹根先生
- 鄭家儀女士
- 鄭震生先生
- 鄧葉蓮女士
- 龔志科先生